# Râul Pământ Alb
Râul Pământ Alb este un curs de apă afluent al râului Apa Mare

## Hărți
- Harta județului Timiș